# Armeria

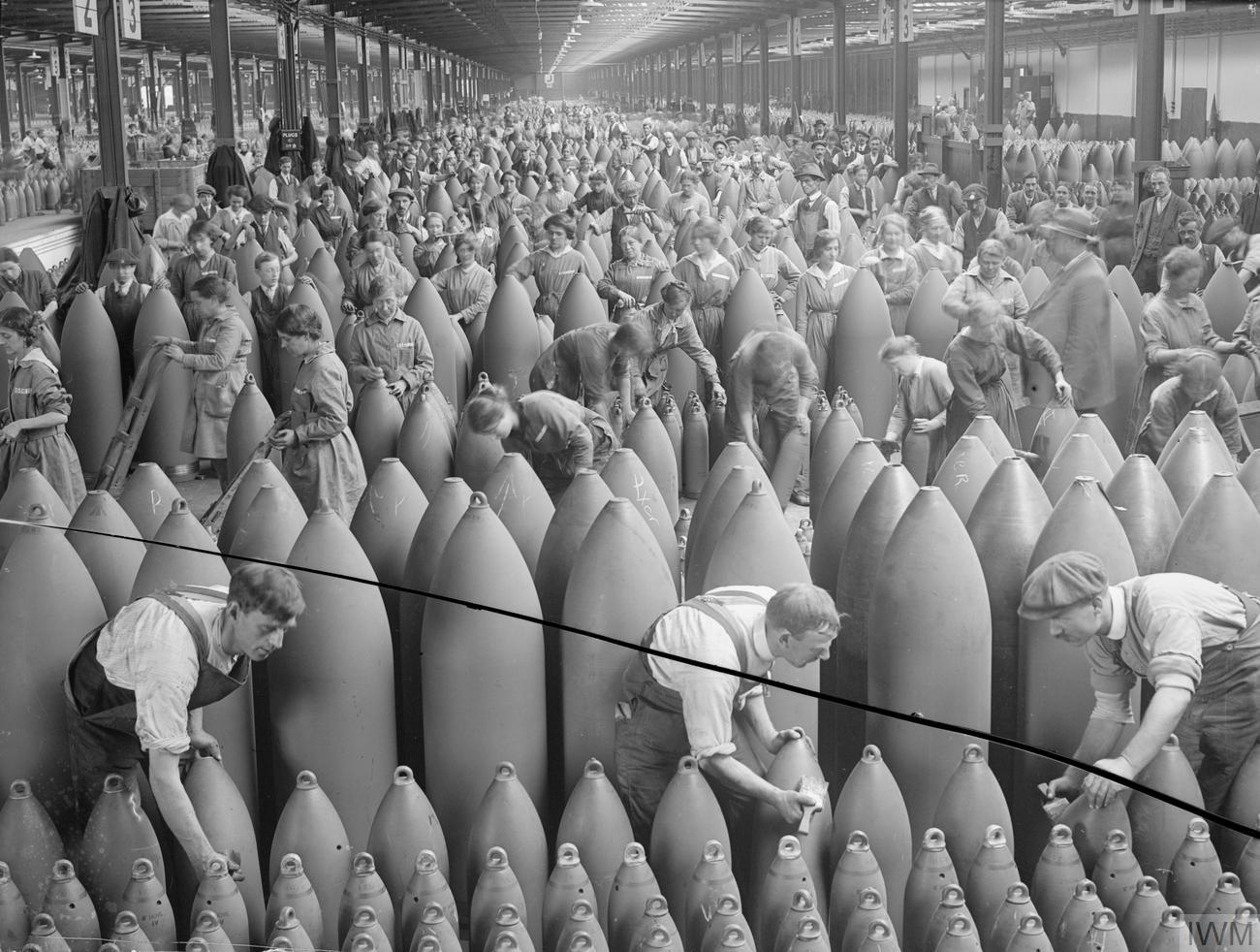
Producció d'armament durant la Primera Guerra Mundial

Una armeria és un lloc on es guarden o es venen diferents tipus d'armes, particularment armes de foc. A les armeries comercials s'hi poden comprar armes de foc (llargues i curtes), així com d'altres tipus, per exemple les armes blanques de tall o punxants. També s'hi pot comprar qualsevol tipus de munició de la utilitzada per al tir esportiu, per a la caça o, en casos especials, per a la defensa. A part de comptar amb els permisos normals de què han de disposar totes les botigues, les armeries han de tenir una llicència específica expedida per la policia, tenint en compte el perill potencial dels béns que s'hi venen.